# MongoDB
MongoDB (de l'anglès humongous i DB Data Base) és un programari de codi obert, per a la creació i gestió de base de dades orientada a documents, escalable, d'alt rendiment i lliure d'esquema programada en C++. D'aquesta manera gestiona col·leccions de documents similars al format de dades JSON. Això permet que moltes aplicacions puguin gestionar les dades de manera més natural (indexació, consulta), encara que aquestes siguin imbricades en jerarquies complexes. El desenvolupament de MongoDB va començar a l'octubre del 2007 per 10gen (actualment MongoDB Inc.), la primera versió de codi lliure va ser llançada el febrer del 2009. Des de llavors MongoDB ha estat implementada per diverses webs i serveis com ara Craigslist, eBay, Foursquare, SourceForge i el The New York Times, entre d'altres. MongoDB és el sistema de base de dades més popular de tipus NoSQL. A diferència dels sistemes tradicionals de gestió de bases de dades que emmagatzemen dades en taules, MongoDB és un sistema de configuració de bases de dades orientat a documents multiplataforma per emmagatzemar dades.